# Clasificación internacional de los trastornos del sueño
La Clasificación internacional de los trastornos del sueño (International Classification of Sleep Disorders o ICSD) distingue tres grandes grupos de enfermedades del sueño: disomnias, parasomnias (trastornos patológicos que suceden durante el sueño) y trastornos psiquiátricos del sueño.

## Disomnias
1. Trastornos intrínsecos del sueño:
  1. Insomnio psicofisiológico
  2. Insomnio idiopático
  3. Narcolepsia
  4. Hipersomnia recurrente o idiopática
  5. Hipersomnia postraumática
  6. Síndrome de apnea del sueño
  7. Síndrome de movimientos periódicos de las piernas
  8. Síndrome de las piernas inquietas
2. Trastornos extrínsecos del sueño:
  1. Higiene del sueño inadecuada
  2. Trastorno ambiental del sueño
  3. Insomnio de altitud
  4. Trastorno del sueño por falta de adaptación
  5. Trastorno de asociación en la instauración del sueño
  6. Insomnio por alergia alimentaria
  7. Síndrome de la ingestión nocturna de comida o bebida
  8. Trastornos del sueño secundarios a la ingestión de alcohol, fármacos o drogas
3. Trastornos del ritmo circadiano del sueño:
  1. Síndrome del cambio rápido de zona horaria (síndrome transoceánico)
  2. Trastorno del sueño en el trabajador nocturno
  3. Síndrome de la fase del sueño retrasada
  4. Síndrome del adelanto de la fase del sueño
  5. Trastorno por ciclo sueño-vigilia diferente de 24 horas

## Parasomnias
1. Trastornos del despertar:
  1. Despertar confusional
  2. Sonambulismo
  3. Terrores nocturnos
2. Trastornos de la transición sueño-vigilia:
  1. Trastornos de los movimientos rítmicos
  2. Trastornos del hablar nocturno
  3. Calambres nocturnos en las piernas
3. Parasomnias asociadas habitualmente con el sueño REM:
  1. Pesadillas
  2. Parálisis del sueño
  3. Arritmias cardíacas relacionadas con el sueño REM
  4. Trastornos de la conducta del sueño REM
4. Otras parasomnias:
  1. Bruxismo nocturno
  2. Enuresis nocturna
  3. Distonía paroxística nocturna

## Trastornos del sueño asociados con procesos médicos, psicológicos y psiquiátricos
1. Asociados con trastornos mentales:
  1. Depresión
2. Asociados con trastornos neurológicos:
  1. Trastornos degenerativos cerebrales
  2. Enfermedad de Parkinson
  3. Insomnio familiar mortal
  4. Epilepsia relacionada con el sueño
  5. Cefaleas relacionadas con el sueño
3. Asociados con otros procesos médicos:
  1. Enfermedad del sueño, Tripanosomiasis Africana
  2. Isquemia cardíaca nocturna
  3. Neumopatía obstructiva crónica
  4. Asma relacionada con el sueño
  5. Reflujo gastroesofágico relacionado con el sueño
  6. Enfermedad ulcerosa péptica
  7. Síndrome de fibrositis